# Sabatino de Ursis
Sabatino de Ursis (1575 Lecce - 1620 Macau) jesuïta italià, matemàtic i astrònom, missioner a la Xina durant el regnat de l'emperador Wanli de la dinastia Ming.

## Biografia
Sabatino de Ursis va néixer el 1575 a Lecce, Regne de Nàpols, en una família de nobles. Va estudiar filosofia i teologia al Collegio Romano de Roma.
El 6 de novembre de 1597 va entrar a la Companyia de Jesús.
Va sortir de Lisboa cap a la Xina el 25 de març de 1602, fins a Goa i el 1603 va arribar a Macau.
Va morir el 3 de maig de 1620 a Macau.

### Estada a la Xina
Inicialment havia de a ser destinat al Japó, però el 1606 va anar a Nanchang i va ser cridat per Matteo Ricci per aprofitar els seus comeixements de astronomia i de hidràulica.
A Macau va tenir un paper important en tot el procés de traducció de la terminologia cristiana al xinès, com Deu, Anima, Angel i altres. També va introduir la farmacopea europea i la destil·lació de perfums.
Durant la persecució dels cristians del 1616 va ser expulsat a Canton i després a Macau amb Diego de Pantoja.

### Relació amb Matteo Ricci
Sabatino de Ursis va tenir una estreta relació amb Matteo Ricci, de qui va ser col·laborador i el seu primer biògraf (P. Matheus Ricci S.J. Relaçà escripta pelo seu companheiro”).
L'arribada de Sabatino de Ursis a Pequin a principis de 1607 va reconfortar molt a Matteo Ricci, per una banda perque podia parlar italià després de 30 anys de no fer-ho, però especialment pels coneixements tècnics i de matemàtiques. També va ajudar a Ricci en la construcció d'una nova església a Pequin.
Abans de morir (1610), Ricci el va designar com el seu successor, i Ursis va ser qui va confessar a Ricci pocs dies abans que aquest morís.
A la mor de Ricci, Ursis va demanar als seus superiors que enviessin a la Xina llibres científics i missioners experts en astronomia. En una carta enviada el 2 de setembre de 1610, Ursis deia que per obtenir bons resultats de la missió calia treballar amb la mà dreta els “assumptes de Deu” i amb l'esquerra “la transmissió de la ciència”.

### Treballs científics

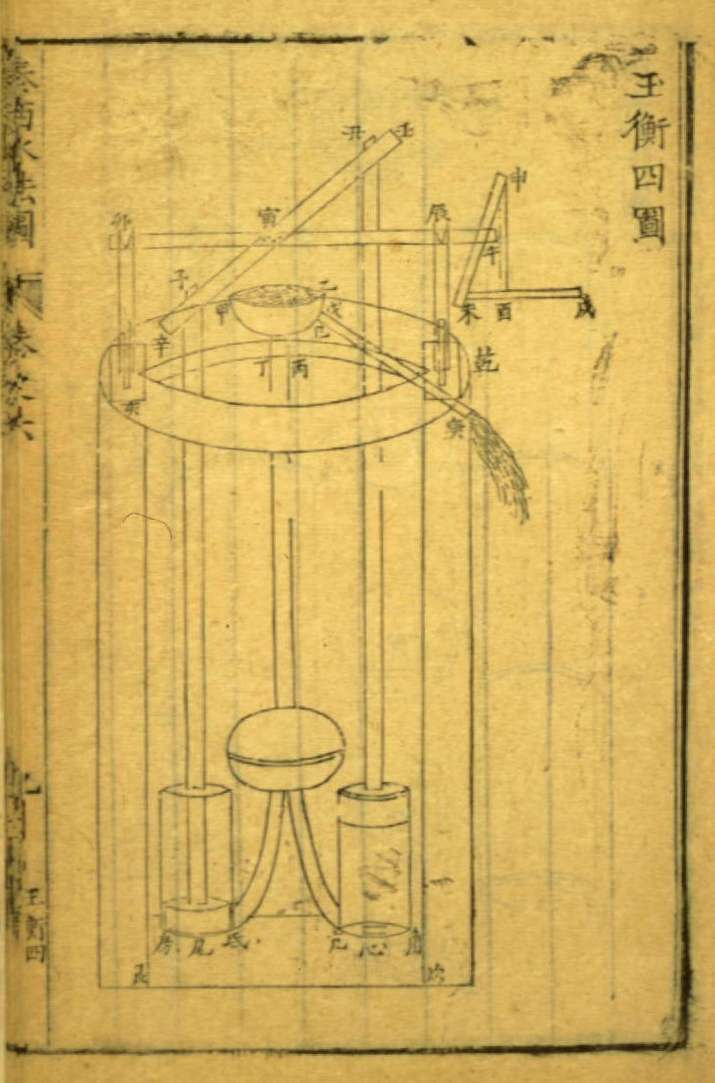
Llibre de Sabatino de Ursis sobre hidràulica occidental (1612)

El 15 de desembre de 1610 els astrònoms xinesos de l'Observatori de Pequín van equivocar-se en la predicció d'un eclipsi de sol, però les dades facilitades per Sabatino de Ursis van ser correctes, en una predicció que va ser la primera feta a la Xina per un jesuïta. Com a resultat d'aquests fets Xu Guangqi va convèncer a l'emperador Wanli que encarregues la reforma del calendari als jesuïtes, feina que van començar Sabatino i Diego de Pantoja, projecte que més endavant van abandonar per l'oposició dels astrònoms locals.
El 1612 va traduir oralment un llibre d'Agostino Ramelli sobre les màquines hidràuliques europees que va ser transcrit al xinès per Xu Guangqi amb el títol 泰西水法 (Tàixī shuǐfǎ).